# Carlos Teles de Rocha Faria
Carlos Teles de Rocha Faria (Rio de Janeiro, 13 de outubro de 1883 — ?, 26 de fevereiro de 1959) foi um político brasileiro formado em medicina e dedicado às atividades industriais. Exerceu o mandato de deputado classista constituinte em 1933 e participou da elaboração da Constituição de 1934. Ficou no cargo até abril de 1935, quando renunciou e voltou a trabalhar somente com indústria. 

## Biografia
Filho do professor Benjamim de Rocha Faria, catedrático da Faculdade de Medicina, e de Joaquina da Rocha Faria, Carlos Teles da Rocha Faria nasceu no dia 13 de outubro de 1883 no Rio de Janeiro, quando o estado ainda era capital do império. Estudou na Faculdade de Medicina do Rio de Janeiro, onde foi assistente de Miguel Pereira, um professor que assumiu mais tarde a cátedra da clínica médica em 1910. Assim que se formou, em 1907, passou a clinicar junto de seu pai. Sua carreira mudou de direcionamento logo após se casar, pois sua esposa tinha parentescos com o industrial Alfredo Rocha, fazendo-o abandonar sua clínica para se dedicar às atividades industriais. Foi nomeado, em 1923, diretor da Companhia de Tecidos América Fabril.

## Carreira de industrial e político
Em agosto de 1929, a diretoria da Associação Comercial do Rio de Janeiro, o Centro dos Industriais de Fiação e Tecelagem de Algodão (CIFTA) — representado por Rocha Faria e Vicente Gallie — e o Centro Industrial do Brasil (CIB) — representado por Francisco de Oliveira Passos — se uniram para entregar ao presidente da época, Washington Luís, uma mensagem de solidariedade das classes mais conservadoras. Antes da Revolução de 1930 eclodir, os industriais participavam da vida política somente através de manifestações individuais ou entidades de classe, mas isso mudou no ano seguinte, quando os industriais passaram a ter uma participação maior e pretendiam influir mais diretamente no governo.
Ao final de 1931, os líderes de empresas que queriam uma atuação maior na política lançaram a ideia de criar um partido para representar toda a classe industrial. Essa questão foi muito debatida pelos chefes do movimento, João Daudt d’Oliveira e Serafim Valandro e, algumas entidades foram escolhidas para participarem ativamente, como o CIFTA e a Federação Industrial do Rio de Janeiro (FIRJ), fundada em 1931 para substituir o Centro Industrial do Brasil. Nessa fase, o primeiro presidente, Francisco de Oliveira Passos, foi quem teve maior atuação individual. Rocha Faria, atual presidente do CIFTA e primeiro vice-presidente da FIRJ, foi um dos maiores defensores do futuro Partido Economista, fundado só em 1932. Segundo ele, era direito da classe empresarial participar ativamente da direção dos negócios do país, já que as atividades manufatureiras, comerciais e agrária forneciam os recursos para a administração pública. Além disso, as causas da falta de empresários na política da República Velha fora o caráter vicioso do processo eleitoral. As mudanças só ocorreram após a Revolução de 1930, quando a nova lei eleitoral e a mudanças das circunstâncias do país permitiram o agrupamento político da classe.
Três anos depois, em 1933, Rocha Faria atingiu o cargo de segundo vice-presidente da Confederação Industrial do Brasil (CIB) — a sigla não deve ser confundida com a do Centro Industrial do Brasil já extinto. Com isso, foi nomeado representante dos industriais na Comissão Revisora da Lei de Férias junto de Vicente Galliez, secretário-geral da CIB e seu companheiro no CIFTA. A promulgação da Lei de Férias ocorreu em 1925, em benefício aos empregados do comércio. Além disso, foi estabelecido uma pausa de 15 dias por ano. A lei só foi estendida ao operariado devido sua regulamentação, mas gerou bastante polêmica entre os brasileiros. Aproveitando a situação, a CIB informou ao poder público a situação da indústria nacional, classificando-a como “aflitiva”. Os empresários estavam reclamando muito do crescimento dos gatos e da desorganização dos serviços, ações decorrentes, na visão deles, da “injustificada” extensão das férias à classe operária.
Rocha Faria ganhou as eleições para deputado classista à Assembleia Nacional Constituinte com 267 votos, em maio de 1933. Além disso, fez parte da elaboração da Constituição de 1934 e ficou na cadeira até abril de 1935, quando abandonou o mandato e voltou a trabalhar somente com indústria. No ano seguinte, em 30 de abril de 1935, assumiu a presidência da FIRJ após o antigo titular, Oliveira Passos, renunciar. Nessa mesma época se tornou o terceiro vice-presidente da CIB e, um ano depois, o primeiro-tesoureiro da entidade. Durante 20 anos Rocha Faria também comandou o sindicato das Indústrias de Fiação e Tecelagem do Rio de Janeiro, do qual se tornaria sócio benemérito futuramente. Enquanto isso, em suas atividades empresariais, participou de comissões diretoras de vários bancos. Seus trabalhos foram interrompidos em 26 de fevereiro de 1959, quando faleceu aos 75 anos.